# Língua opuo
A língua Opuo é uma língua nilo-saarianas falada pelo povo Shita da Etiópia e do Sudão do Sul. É parte do grupo de línguas Koman e tem uma similaridade léxica de 24% com a língua komo.
Também é chamada Opo-Shita, Opo, Opuo, Cita, Ciita, Shita, Shiita, Ansita, Kina e Kwina. O nome, no próprio idioma, é T'apo. "Langa" é um termo depreciativo para seus falantes usado pelos Anuaks.
Os falantes etíopes vivem em cinco aldeias ao longo da fronteira do Sudão do Sul, ao norte dos povos Anuak e Nuer; e seus falantes sudaneses do sul no estado de Alto Nilo, em torno de Kigille e Maiwut; dos 286 falantes dos registros do Censo de Etiópia de 1994, 183 estão na região de Oromia (principalente na zona Mirab Shewa), 32 nas Nações do Sul, Nacionalidades e Região Popular, e menos de dez em qualquer das regiões mais próximas do Sudão do Sul. 